# Volksgarten, Graz
Volksgarten är en park i Österrike.   Den ligger i staden Graz i förbundslandet Steiermark, i den östra delen av landet, 140 km sydväst om huvudstaden Wien. Volksgarten ligger 354 meter över havet.
Terrängen runt Volksgarten är kuperad åt nordväst, men åt sydost är den platt. Runt Volksgarten är det mycket tätbefolkat, med 1 692 invånare per kvadratkilometer.. Närmaste större samhälle är Graz, 1,9 km öster om Volksgarten. 
Runt Volksgarten är det i huvudsak tätbebyggt.